# Luke Smith (Volleyballspieler)
Luke Smith (* 30. August 1990 in Jakarta, Indonesien) ist ein australischer Volleyballnationalspieler.

## Karriere
Luke Smith wurde als Sohn eines Engländers und einer Indonesierin geboren, zog aber als Kind mit seiner Familie erst nach Norwegen und dann nach Australien. Er begann seine Karriere im Alter von 16 Jahren am Aquinas College und spielte in verschiedenen Nachwuchsmannschaften. 2009 bekam er ein Stipendium Australian Institute of Sport. Er war bei den Junioren im Hallen- und Beachvolleyball aktiv. 2008 in Den Haag und 2009 in Blackpool nahm er an der Nachwuchsweltmeisterschaften im Beachvolleyball teil. 2010 wechselte er zum schwedischen Verein Linköpings VC. 2011 gab der Außenangreifer sein Debüt in der australischen Nationalmannschaft. Mit Linköpings VC wurde er in der Saison 2011/12 schwedischer Meister. Bei den Olympischen Spielen 2012 schied er mit Australien nach der ersten Gruppenphase aus. Anschließend wechselte er zum italienischen Zweitligisten Volley Corigliano. Dort blieb er nur bis zum Jahresende, bevor er zu Linköpings zurückkehrte. In der Saison 2013/14 spielte er beim tschechischen Verein VK Příbram, wo er zunächst mit Verletzungen zu kämpfen hatte. Mit der Nationalmannschaft erreichte er bei der Weltmeisterschaft 2014 die zweite Gruppenphase.
Anschließend wechselte er zum deutschen Bundesligisten TSV Herrsching. Mit dem Aufsteiger unterlag er als Tabellenachter in den Pre-Playoffs der Bundesliga. Mit der Nationalmannschaft nahm er an der Weltliga 2015 teil. Danach wurde er vom finnischen Verein Hurrikaani Loimaa verpflichtet. 2017 trat er mit Australien in der Weltliga an. In der Saison 2017/18 spielte er bei Sporting Lissabon und wurde portugiesischer Meister. Mit Australien nahm er an der WM 2018 teil. Anschließend wechselte er zum türkischen Verein Afyon Belediyespor Yüntaş. Nach der Hinrunde wurde er jedoch vom polnischen Verein Cuprum Lubin verpflichtet. 2019 spielte er mit Australien in der Nations League. Danach wechselte er zum Bundesligisten United Volleys Frankfurt.